# Persone di nome Aleksandar
| Questa pagina contiene informazioni ricavate automaticamente dalle voci biografiche con l'ausilio del template Bio e di un bot. L'aggiornamento è periodico e automatico e ricostruisce completamente la pagina. Se manca una persona in questa lista, sei pregato di non aggiungerla, ma accertati piuttosto che la sua voce biografica contenga il template Bio e che i dati anagrafici siano correttamente compilati. Se il template Bio manca, inseriscilo tu stesso o, in alternativa, metti l'avviso {{tmp\|Bio}} che ne segnala la mancanza. Se i dati riportati sono sbagliati, correggi direttamente la voce biografica; le modifiche saranno visibili in questa lista entro pochi giorni. Per chiarimenti vedi il progetto antroponimi. La lista contiene solo le 180 persone che sono citate nell'enciclopedia e per le quali è stato implementato correttamente il template Bio. Pagina aggiornata al 16 ott 2024. |

Questa è una lista di persone presenti nell'enciclopedia che hanno il prenome Aleksandar, suddivise per attività principale.

## Allenatori di calcio(12)
- Aleksandar Janković, allenatore di calcio e ex calciatore jugoslavo (Belgrado, n. 1972)
- Aleksandar Kristić, allenatore di calcio e ex calciatore serbo (Valjevo, n. 1970)
- Aleksandar Luković, allenatore di calcio e ex calciatore serbo (Kraljevo, n. 1982)
- Aleksandar Petrović, allenatore di calcio e ex calciatore serbo (Belgrado, n. 1985)
- Aleksandar Ranković, allenatore di calcio e ex calciatore serbo (Belgrado, n. 1978)
- Aleksandar Ristić, allenatore di calcio e ex calciatore bosniaco (Sarajevo, n. 1944)
- Aleksandar Stanojević, allenatore di calcio e ex calciatore serbo (n. 1973)
- Aleksandar Stoimirović, allenatore di calcio e ex calciatore serbo (Kragujevac, n. 1982)
- Aleksandar Tirnanić, allenatore di calcio e calciatore jugoslavo (Krnjevo, n. 1911 - Belgrado, † 1992)
- Aleksandar Tomašević, allenatore di calcio e calciatore jugoslavo (Belgrado, n. 1908 - Belgrado, † 1988)
- Aleksandar Vasoski, allenatore di calcio e ex calciatore macedone (Skopje, n. 1979)
- Aleksandar Vuković, allenatore di calcio e ex calciatore serbo (Banja Luka, n. 1979)

## Allenatori di pallacanestro(7)
- Aleksandar Bućan, allenatore di pallacanestro serbo (Belgrado, n. 1973)
- Aleksandar Džikić, allenatore di pallacanestro serbo (Belgrado, n. 1971)
- Aleksandar Kesar, allenatore di pallacanestro serbo (n. 1972)
- Aleks Marić, allenatore di pallacanestro e ex cestista australiano (Sydney, n. 1984)
- Aleksandar Nađfeji, allenatore di pallacanestro e ex cestista serbo (Belgrado, n. 1976)
- Aleksandar Todorov, allenatore di pallacanestro macedone (Skopje, n. 1973)
- Aleksandar Trifunović, allenatore di pallacanestro e ex cestista jugoslavo (Belgrado, n. 1967)

## Arbitri di calcio(1)
- Aleksandar Stavrev, arbitro di calcio macedone (Skopje, n. 1977)

## Archeologi(1)
- Aleksandar Stipčević, archeologo, bibliografo e bibliotecario croato (Zara, n. 1930 - Zagabria, † 2015)

## Architetti(1)
- Aleksandar Deroko, architetto, artista e scrittore serbo (Belgrado, n. 1894 - Belgrado, † 1988)

## Attori(2)
- Aleksandar Aleksiev, attore bulgaro
- Aleksandar Cvjetković, attore croato (Sisak, n. 1958)

## Biatleti(1)
- Sašo Grajf, ex biatleta e ex fondista sloveno (Maribor, n. 1965)

## Canoisti(1)
- Aleksandar Aleksić, canoista serbo (Šabac, n. 1992)

## Cantanti(2)
- Sanja Ilić, cantante, tastierista e compositore serbo (Belgrado, n. 1951 - Belgrado, † 2021)
- Sandy Marton, cantante e imprenditore croato (Zagabria, n. 1959)

## Cestisti(29)
- Aleksandar Aranitović, cestista serbo (Belgrado, n. 1998)
- Aleksandar Blašković, cestista jugoslavo (n. 1929 - † 2020)
- Aleksandar Bojić, ex cestista serbo (Pančevo, n. 1981)
- Aleksandar Bursać, cestista serbo (Ruma, n. 1995)
- Aleksandar Ćapin, ex cestista sloveno (Sarajevo, n. 1982)
- Aleksandar Čubrilo, ex cestista jugoslavo (Zara, n. 1975)
- Saša Čuić, ex cestista croato (Fiume, n. 1983)
- Aleksandar Cvetković, cestista serbo (Belgrado, n. 1993)
- Aleksandar Đorđević, ex cestista e allenatore di pallacanestro serbo (Belgrado, n. 1967)
- Aleksandar Gajić, ex cestista serbo (Belgrado, n. 1983)
- Aleksandar Gec, cestista, allenatore di pallacanestro e dirigente sportivo jugoslavo (Belgrado, n. 1928 - Belgrado, † 2008)
- Aleksandar Gilić, ex cestista serbo (Sombor, n. 1968)
- Aleksandar Glintić, ex cestista serbo (Travnik, n. 1976)
- Aleksandar Kostoski, cestista macedone (Skopje, n. 1988)
- Aleksandar Langović, cestista serbo (Prijepolje, n. 2001)
- Aleksandar Lazić, cestista bosniaco (Milići, n. 1996)
- Aleksandar Marciuš, cestista croato (Nedelišće, n. 1990)
- Aleksandar Marelja, cestista serbo (Belgrado, n. 1992)
- Aleksandar Mitrović, cestista serbo (Belgrado, n. 1990)
- Aleksandar Mladenović, cestista serbo (Niš, n. 1984)
- Aza Nikolić, cestista e allenatore di pallacanestro jugoslavo (Sarajevo, n. 1924 - Belgrado, † 2000)
- Aleksandar Pavlović, ex cestista serbo (Antivari, n. 1983)
- Aza Petrović, ex cestista e allenatore di pallacanestro jugoslavo (Sebenico, n. 1959)
- Aleksandar Radojević, ex cestista bosniaco (Herceg Novi, n. 1976)
- Aleksandar Radukić, cestista bosniaco (Nova Gradiška, n. 1991)
- Aleksandar Rašić, ex cestista serbo (Šabac, n. 1984)
- Aleksandar Smiljanić, ex cestista e dirigente sportivo serbo (Sremska Mitrovica, n. 1976)
- Aleksandar Tomić, ex cestista sloveno (Lubiana, n. 1993)
- Aleksandar Ugrinoski, ex cestista macedone (Skopje, n. 1988)

## Dirigenti sportivi(1)
- Aleksandar Kolarov, dirigente sportivo e ex calciatore serbo (Belgrado, n. 1985)

## Fumettisti(1)
- Aleksandar Zograf, fumettista e illustratore serbo (Pančevo, n. 1963)

## Giocatori di football americano(2)
- Aleksandar Borković, giocatore di football americano serbo (Inđija, n. 1999)
- Aleksandar Milanovic, giocatore di football americano austriaco (Vienna, n. 1991)

## Giornalisti(1)
- Aleksandar Tijanić, giornalista serbo (Gjakova, n. 1949 - Belgrado, † 2013)

## Judoka(1)
- Aleksandar Kukolj, judoka serbo (Praga, n. 1991)

## Linguisti(1)
- Aleksandar Belić, linguista, docente e scrittore serbo (Belgrado, n. 1876 - Belgrado, † 1960)

## Lottatori(1)
- Aleksandar Maksimović, lottatore serbo (Belgrado, n. 1988)

## Pallanuotisti(5)
- Aleksandar Ćirić, ex pallanuotista serbo (Belgrado, n. 1977)
- Aleksandar Ivović, pallanuotista montenegrino (Herceg Novi, n. 1986)
- Aleksandar Radović, ex pallanuotista montenegrino (Pančevo, n. 1987)
- Aleksandar Šapić, ex pallanuotista e politico serbo (Belgrado, n. 1978)
- Aleksandar Šoštar, ex pallanuotista jugoslavo (Niš, n. 1964)

## Pallavolisti(4)
- Aleksandar Atanasijević, pallavolista serbo (Belgrado, n. 1991)
- Aleksandar Ljaftov, pallavolista macedone (n. 1990)
- Aleksandar Nedeljković, pallavolista serbo (Vranje, n. 1997)
- Aleksandar Okolić, pallavolista serbo (Modriča, n. 1993)

## Politici(5)
- Aleksandar Cincar-Marković, politico jugoslavo (Belgrado, n. 1889 - Belgrado, † 1947)
- Aleksandar Džombić, politico bosniaco (Banja Luka, n. 1968)
- Aleksandar Ranković, politico e antifascista jugoslavo (Draževac kraj Obrenovca, n. 1909 - Ragusa, † 1983)
- Aleksandar Vulin, politico serbo (Novi Sad, n. 1972)
- Aleksandar Vučić, politico serbo (Belgrado, n. 1970)

## Registi(1)
- Aleksandar Petrović, regista serbo (Parigi, n. 1929 - Parigi, † 1994)

## Scacchisti(2)
- Aleksandar Inđić, scacchista serbo (Belgrado, n. 1995)
- Aleksandar Matanović, scacchista serbo (Belgrado, n. 1930 - † 2023)

## Scrittori(3)
- Aleksandar Gatalica, scrittore, traduttore e critico musicale serbo (Belgrado, n. 1964)
- Aleksandar Hemon, scrittore bosniaco (Sarajevo, n. 1964)
- Aleksandar Tišma, scrittore serbo (Horgoš, n. 1924 - Novi Sad, † 2003)

## Sovrani(1)
- Aleksandar Karađorđević, sovrano serbo (Topola, n. 1806 - Timișoara, † 1885)

## Tennisti(3)
- Aleksandar Kitinov, ex tennista macedone (Skopje, n. 1971)
- Aleksandar Kovacevic, tennista statunitense (New York, n. 1998)
- Aleksandar Vukic, tennista australiano (Sydney, n. 1996)